# Orbit Books
Orbit Books – międzynarodowe wydawnictwo specjalizujące się w literaturze fantastycznej. Zostało założone w 1974 w Wielkiej Brytanii, jako imprint wydawnictwa Macdonald Futura. W 1992 zostało wykupione przez Little, Brown & Co., jako część Time Warner Book Group. W 2006 firma macierzysta Orbit Books została wykupiona przez francuską grupę wydawniczą Hachette. Latem 2006 ogłoszono, że wydawnictwo będzie rozwijało się na arenie międzynarodowej, w tym w USA oraz Australii. Dyrektor Tim Holman przeniósł się do Nowego Jorku, gdzie założył Orbit US. W czerwcu 2007 ogłoszono Bernadette Foley jako wydawcę Orbit Australia.

## Autorzy
- Allen Steele
- Amanda Carlson
- Amanda Downum(inne języki)
- Andy Remic
- Angus Watson(inne języki)
- Ann Leckie
- Annalee Newitz(inne języki)
- Barb & JC Hendee
- Brandon Sanderson
- Brent Weeks
- Brian Ruckley
- Brian W. Aldiss
- Celia Friedman
- Celine Kiernan
- Charles Stross
- Charlie Fletcher
- Charlie Huston
- Christopher Moore
- Daniel Abraham (także jako M. L. N. Hanover)
- David Brin
- David Dalglish
- David Farland(inne języki)
- Elizabeth Moon
- Fiona McIntosh
- Gail Carriger
- Gail Z. Martin
- Glenda Larke
- Helen Lowe(inne języki)
- Heather Child
- Iain M. Banks
- Ian Graham
- Ian Irvine
- James Clemens
- James S.A. Corey
- Jaye Wells
- Jeff Somers
- Jennifer Rardin
- Jesse Bullington(inne języki)
- Jim Butcher
- Jo Graham
- Joe Abercrombie
- Joel Shepherd
- John R. Fultz
- Jon Courtenay Grimwood
- Josiah Bancroft
- J.V. Jones
- K.J. Parker
- Karen Miller
- Karen Traviss
- Kate Elliott
- Kate Griffin
- Kelley Armstrong
- Ken MacLeod
- Kevin Hearne
- Kevin J. Anderson
- Kristen Painter
- Kim Stanley Robinson
- Laurell K. Hamilton
- Lilith Saintcrow
- Luke Arnold
- Marianne de Pierres
- Marjorie M. Liu
- Michael Cobley
- Michael J. Sullivan
- Mike Carey
- Mira Grant
- Mur Lafferty(inne języki)
- N.K. Jemisin
- Nicole Peeler
- Nicholas Eames
- Orson Scott Card
- Pamela Freeman
- Paolo Bacigalupi
- Patricia Briggs
- Philip Palmer
- R. Scott Bakker
- Rachel Aaron
- Rachel Neumeier
- Robert Buettner
- Robert Jackson Bennett(inne języki)
- Russell Kirkpatrick
- Sean Williams
- Simon Morden
- Stephen Aryan(inne języki)
- T.C. McCarthy(inne języki)
- Tad Williams
- Tade Thompson(inne języki)
- Tanya Huff
- Tasha Suri
- Terry Brooks
- Terry DeHart
- Tim Lebbon
- Trent Jamieson
- Tricia Sullivan(inne języki)
- Trudi Canavan
- Walter Jon Williams